# Stiftung Sitterwerk

Walter Mittelholzer: Flugaufnahme der Färberei Sittertal AG (1935), heute Sitz des Sitterwerks

Die Stiftung Sitterwerk ist eine gemeinnützige schweizerische Stiftung für den Auf- und Ausbau sowie Betrieb eines Zentrums für Kunst und Kulturwirtschaft. Sie wurde 2006 in St. Gallen von Felix Lehner, Hans Jörg Schmid und Daniel Rohner gegründet. Sie betreibt eine wissenschaftliche Bibliothek zu zeitgenössischer Kunst und Werkkunde, ein Werkstoffarchiv und ein Atelierhaus. Das Sitterwerk bildet das institutionelle Zentrum in einem Netzwerk von Kunstschaffenden und kulturwirtschaftlichen Betrieben. Finanziert wird sie aus öffentlichen Geldern, einem Gönnerkreis, einmaligen Stiftungsbeiträgen sowie Eigenleistungen (Führungen, Eintritte, Anlässe).
Die gemeinnützige Stiftung Sitterwerk sowie das Kesselhaus Josephsohn sind aus den Aktivitäten der Kunstgiesserei St. Gallen entstanden. Beides sind zwei eigenständige Institutionen in unmittelbarer Nachbarschaft der Stiftung Sitterwerk.

## Kunstbibliothek und Werkstoffarchiv
Die Kunstbibliothek der Stiftung Sitterwerk ist eine Präsenzbibliothek, deren Bestand von rund 25'000 Büchern zu Kunst, Architektur und deren Geschichte öffentlich zugänglich ist. Über den online aufrufbaren Sitterwerk-Katalog ist die Mehrzahl der Bücher erfasst. Ein grosser Teil der Büchersammlung stammt aus dem Nachlass von Daniel Rohner, der über 45 Jahre hinweg eine beachtliche Sammlung von Ausstellungskatalogen und Monografien zusammentrug. Material- und Gusstechnologie sowie Werkstoffkunde bilden einen weiteren Schwerpunkt der Sammlung.
Die dynamische Ordnung der Büchersammlung wurde 2006 in einem Pilotprojekt mittels einer RFID-Scan- und Leseautomatik realisiert. Ein Mikrochip in den Büchern ermöglicht eine permanente sowie einfache Inventur und gibt Aufschluss über den jeweiligen Standort der einzelnen Bücher. Die Bibliothek der Stiftung Sitterwerk ist dem St. Galler Bibliotheksnetz angegliedert und wird durch das Werkstoffarchiv im selben Raum ergänzt.
Im Werkstoffarchiv werden unterschiedliche Materialien aus der Kunstproduktion erfasst, aufgearbeitet und für Künstler oder Architekten in einer Sammlung zur Verfügung gestellt. Auf dem Gelände finden in unregelmässigen Abständen Ausstellungen statt, die den Bezug zwischen Buch, Kunst und Materialien thematisieren.
Das Atelierhaus der Stiftung Sitterwerk beherbergt drei einzelne Künstlerateliers, die eingeladenen Gastkünstlern aus aller Welt einen Wohn- und Arbeitsort für projektbezogene künstlerische Umsetzungen bieten. Im größten der drei Ateliers lassen sich auch großräumige Arbeiten von bis zu 7 Metern Höhe realisieren.

## Kesselhaus Josephsohn
Das Kesselhaus Josephsohn dient als museale Ausstellungshalle und zugleich als Galerie und Lager für die Werke des Zürcher Bildhauers Hans Josephsohn (1920–2012). In ständigem Wandel wird eine Auswahl von Gipsmodellen und Bronzen gezeigt und der Nachlass des Künstlers konservatorisch betreut und aufgearbeitet. Seit 2004 wird das Werk Josephsohns durch die Galerie Felix Lehner im Kesselhaus vertreten.

## Kunstgiesserei St. Gallen
Die Kunstgiesserei ist eine Grosswerkstatt zur Realisierung und Restaurierung von Kunstwerken, sowohl in traditionellen Giess- und handwerklichen Produktionsverfahren als auch in modernen Scan-, Fräs- und Print-Techniken. Sie wurde 1986 von Felix Lehner, der das Unternehmen seither leitet, in Beinwil am See gegründet und befindet sich seit 1994 in St. Gallen. Anlass zur Firmengründung war der Kontakt zum Zürcher Künstler Hans Josephsohn. Der Aufbau der Firma fiel in die Zeit des Niedergangs der Schweizer Maschinen- und Giesserei-Industrie im Sittertal Anfang der 1980er Jahre und wurde mit bei Liquidationen erstandenem Material etwa von Georg Fischer AG, Sulzer AG und  Oerlikon bewerkstelligt.
2018 erhielt Lehner den alle vier Jahre vergebenen Kulturpreis der Stadt St. Gallen. Im gleichen Jahr wurde die Stiftung Sitterwerk mit dem mit 40'000 Fr. dotierten Preis der Schweizer Stiftung zur Kulturförderung durch die Zivilgesellschaft Erbprozent Kultur ausgezeichnet.
Die Kunstgiesserei betreut die Arbeiten in allen Stadien der Entstehung. Zusätzlich zum klassischen Kunstguss wird vermehrt an mechanischen und digitalen Lösungen zur Umsetzung von Skulpturen und Kunstwerken gearbeitet. Seit einigen Jahren widmet sich das Unternehmen auch den verschiedenen Methoden des Scannens sowie digitalen Formenbaus, verfügt seit 2008 über ein eigenes grosses Fräszentrum, und seit Frühling 2015 über einen hauseigenen 3D-Drucker. Dieser ermöglicht es, grossformatige Objekte auch als kleine, formgenaue Einzelteile herzustellen und ebenso Formen beliebiger Grösse zu realisieren.
Künstler und Werke der Giesserei (Auswahl): Hans Arp, Stefan Banz, Andrea Büttner, Elmgreen und Dragset, Fischli/Weiss, Katharina Fritsch, August Gaul, Keith Haring, Pierre Huyghe, Hans Josephsohn, Paul McCarthy, Jonathan Monk, Yves Netzhammer, Markus Raetz, Sean Scully, Roman Signer, Rolf Winnewisser und andere.

## Medien
- Feuer & Flamme, DCP, 86’; Regie Iwan Schumacher; Schumacher & Frey, 2014 (Trailer)[4]

## Schriften
- Ulrich Meinherz: Sitterwerk. Stiftung Sitterwerk, St. Gallen 2007.
- Anton Astrom u. a.: Archive der Zukunft – Neue Wissensordnungen im Sitterwerk. Tagungsband. Stiftung Sitterwerk, St. Gallen 2013. (engl. Ausgabe: Soberscove Press, Chicago 2015.)